# نوارة (مغنية)
نوارة (15 أوت 1945م)، مغنية جزائرية مختصة في طابع أشويق ضمن الموسيقى الأمازيغية. اسمها الحقيقي زهية حميزي.

## مسيرتها

### النشأة
وُلدت «زهية حميزي» بتاريخ 15 أوت 1945م في حي بير جباح داخل قصبة الجزائر في مدينة الجزائر.
وتنتمي عائلتها إلى عرش آيث جناد [الفرنسية] ضمن عروش زواوة، كما تنتمي إلى عائلة «آيث أعمر أوزقان» الكبيرة.
وكان والداها قد انتقلا من منطقة عزازقة في ولاية تيزي وزو للسكن في ولاية الجزائر.
فاستقر والداها في «حي يعكوران» داخل قصبة الجزائر الذي كانت تتجمع فيه العائلات القادمة من منطقتي عزازقة وإعكوران.
أصيبت «زهية حميزي» خلال سنة 1948م بمرض الحصبة وكان عمرها لا يتجاوز 3 أعوام، إلا أن علاج الداء لم يكن كفيلا بمداواتها.
فتضرر بصرها وعيناها من آثار الحمى والحصبة بما أقعدها في المستشفى لمدة 7 سنوات.
وبعد تعافيها الجزئي من الحصبة أثناء مكوثها في المستشفى، صار بصرها ضعيفا هو أقرب إلى العمى بما دفع والديها إلى إدخالها «مدرسة المكفوفين» في بلدية العاشور قصد مواصلة دراستها الابتدائية.
وبعد مدة من المعاناة البصرية ومتابعة العلاج، استعادت «زهية حميزي» حدة بصرها في سنة 1954م عن عمر ناهز 9 أعوام ليتم نقلها إلى مدرسة خاصة قصد تعويض تأخرها الدراسي.
ثم التحقت بـ«مدرسة الخيمة» في قصبة الجزائر لإتمام دراستها الأساسية.
فضاعفت «زهية حميزي» من مجهوداتها العلمية ومواظبتها على حضور الدروس حتى تنجح في مشوارها الحياتي المستقبلي.

### الميول الفني
كانت «زهية حميزي» مواظبة على الاستماع إلى القناة الإذاعية الثانية الناطقة باللغة الأمازيغية حينما لا تكون في المدرسة.
فشرعت في حفظ كل الأغاني القبائلية التي كان يتم بثها في الإذاعة الجزائرية ثم تعيد غناءها وتتدرب على محاكاة الفنانين الذين كانت تستمع إليهم أثناء الأشغال المنزلية التي تقوم بها، رغم أن غناء البنات كان حينئذ من المحظورات في المجتمع المحافظ.

### الهواية الإذاعية
كان بث أول مساهمة للبنت «زهية حميزي» في الإذاعة الجزائرية بعد أن تعرفت على مذيعة زواوية اسمها «نادية» كانت تقدم «حصة نسوية أمازيغية» ممتعة على أثير إذاعة باريس [الفرنسية].
وبعد أن تنقلت المذيعة «نادية» للعمل في الإذاعة الجزائرية، تم نقل الحصة النسوية الأمازيغية إلى أثير القناة الإذاعية الثانية بما سمح للبنت «زهية حميزي» بالمشاركة الفنية التي لطالما انتظرتها.
وكان هذا التحدي متمثلا في كتابة رسالة خطية موجهة إلى المذيعة «نادية» في مقر عملها، ثم الاتصال بها هاتفيا من أجل الحديث عن تفاصيل المشاركة الصوتية وموعد البث المباشر الذي نجحت فيه أيما نجاح.
وكان إخوة «زهية حميزي» قد تم تسجيلهم في المعهد الوطني العالي للموسيقى آنذاك ليشرف الحاج محمد العنقة على تكوينهم الموسيقي والغنائي والفني، وكانوا بدورهم يشاركون في حصة الأطفال التي كان يقدمها «محمد بلحنفي» في الإذاعة الجزائرية.

### الاحتراف الإذاعي
التحقت «زهية حميزي» رسميا بمقر القناة الإذاعية الثانية ضمن الإذاعة الجزائرية ابتداء من عام 1963م غداة استقلال الجزائر من الاحتلال الفرنسي.
واختارت الاسم الفني المتمثل في «نوارة» ليكون رمزا لها طوال مسيرتها الفنية، وكان المشرف عليها في بداياتها هو المايسترو «كمال حمادي» في المسرح الإذاعي [الفرنسية] وفي الحصتين الإذاعيتين «إيفراحن Iferrahen» و«موزيك حالة سي راديو Music halla si radyu».
وقامت «نوارة» خلال 18 عاما بالإشراف كمذيعة رئيسية على إنتاج وتقديم حصة «نوفة لخالات Nouva l’khalat» المتخصصة في أغاني أشويق.
واستمرت مساهمات الفنانة «نوارة» في القناة الإذاعية الثانية إلى غاية عام 2005م أين أخذت تقاعدها الرسمي من الإذاعة الجزائرية.

### الاحتراف الغنائي
كانت أول تجربة غنائية احترافية للفنانة «نوارة زهية حميزي» تحت إشراف الفنان شريف خدام أثناء انتقاء مذيعات من داخل القناة الإذاعية الثانية للمشاركة في «حصة أطفال» تُبث على أثير الإذاعة الجزائرية.
فإذا بأول أغنية تؤديها الفناة «نوارة» عنوانها «آين أور ثزريظ Ayen our thezrid» من تأليف وتلحين شريف خدام، قامت بتأديتها برفقة أوركسترا يرأسها «معمر معمري».
ثم جاء دور الفنان «مجيد بالي» الذي ألف لها العديد من الأغاني أشهرها «آيما عزيزن آيما Ayema aazizen ayema».
وما لبث أن ألف لها كل من «مزيان رشيد» و«حميد بن محمد» العديد من الأغاني، ومن أشهر أغاني هذا الأخير «جرجر Djerdjer» و«سيغ أمصفاح Sigh lmesvah» و«نيغاك صفاح الخير Nighak sbah lkhir».
وكان الموسيقيان «مجاهد حميد» و«أحسن عباسي» هما اللذان لحنا لها هذه الأغاني الرائعة.

### الأغاني الثنائية
شاركت الفنانة «نوارة» مع العديد من الفنانين القبايليين في أغان ثنائية.
ومن أشهر الفنانين الذين شاركت معهم في مشاريع غنائية كل من شريف خدام، ولونيس آيت منقلات، وفريد فراقي [الفرنسية]، والوناس معطوب.

## أغاني أشويق

### أغاني الفنانة نوارة
تُعتبر الفنانة «نوارة» من أشهر مغنيات «أشويق» في الجزائر، ومن بين أغانيها المعروفة:
- 1948م: أممي (A mmi).[26]
- 1955م: أكوصيغ أممي عزيزن (Ak wessigh a mmi 3zizen).[27]
- 1962م: أماك إي تفغام أول (Amek i tevɣam ul).[28]
- 1968م: نمفارق أورانخمم (Nemfaraq Uranxamam).[29]
- 1975م: أوين إيروجاغ أطاس (A win i ruǧ-eγ aṭṭas).[30]

### فيديوهات أغاني نوارة
- أغنية: أممي (A mmi) على يوتيوب
- أغنية: أكوصيغ أممي عزيزن (Ak wessigh a mmi 3zizen) على يوتيوب[31]
- أغنية: أماك إي تفغام أول (Amek i tevɣam ul) على يوتيوب
- أغنية: نمفارق أورانخمم (Nemfaraq Uranxamam) على يوتيوب
- أغنية: أوين إيروجاغ أطاس (A win i ruǧ-eγ aṭṭas) على يوتيوب[32]

## روابط خارجية
- نوارة على موقع ميوزك برينز (الإنجليزية)
- نوارة على موقع ديسكوغز (الإنجليزية)